# Зять
Зять — термін свояцтва, чоловік дочки, сестри, зовиці. Іншими словами, зять — чоловік по відношенню до сім'ї дружини: до її батьків (тестя та тещі), її брата (шурина), її сестри (своячки) і дружини останнього (невістки). Чоловік сестри в діалектах також може зватися швагер. Зять, який постійно жив у домі батьків дружини, також називався приймаком.
Українське зять походить від прасл. *zętь, спорідненого з лит. žéntas («зять»), латис. znuots («зять», «свояк»), лат. gener («зять», звідки й фр. gendre, рум. ginere), грец. γνωτός («родич», «брат»), санскр. जाति, джаті («рід»), разом з якими виводиться з пра-і.є. *g'ent-, пов'язаного з коренем *g'en- («плодити», «родити», «знати»). Первісно означало — «приймак у роді чи в сім'ї, на відміну від брата й сина — постійних членів родини». Наявність слов'янського і балтійського [z] ([ʒ]), індійського [d͡ʒ] на місці [g] в інших індоєвропейських мовах пояснюється явищем сатемізації.